# 学院路駅 (杭州市)
学院路駅（がくいんろえき）は、中華人民共和国浙江省杭州市西湖区文二路と学院路の交差点に位置する杭州地下鉄2号線と10号線の駅。

## 歴史
- 2017年7月3日：2号線の駅として開業[1]。
- 2022年6月24日：10号線の開業により乗換駅となる[2]。

## 駅構造
2号線・10号線とも島式ホーム1面2線を有する地下駅である。2号線ホームは文二路りの、10号線ホームは学院路りの地下にある。

### のりば
| 路線                    | 方向 | 行先             |
| ----------------------- | ---- | ---------------- |
| 2号線ホーム（地下2階）  |      |                  |
| ■ 2号線                 | 下り | 朝陽方面         |
| ■ 2号線                 | 上り | 良渚方面         |
| 10号線ホーム（地下3階） |      |                  |
| ■ 10号線                | 下り | 黄竜体育中心方面 |
| ■ 10号線                | 上り | 逸盛路方面       |

（出典：杭州地下鉄：站内空间示意图）

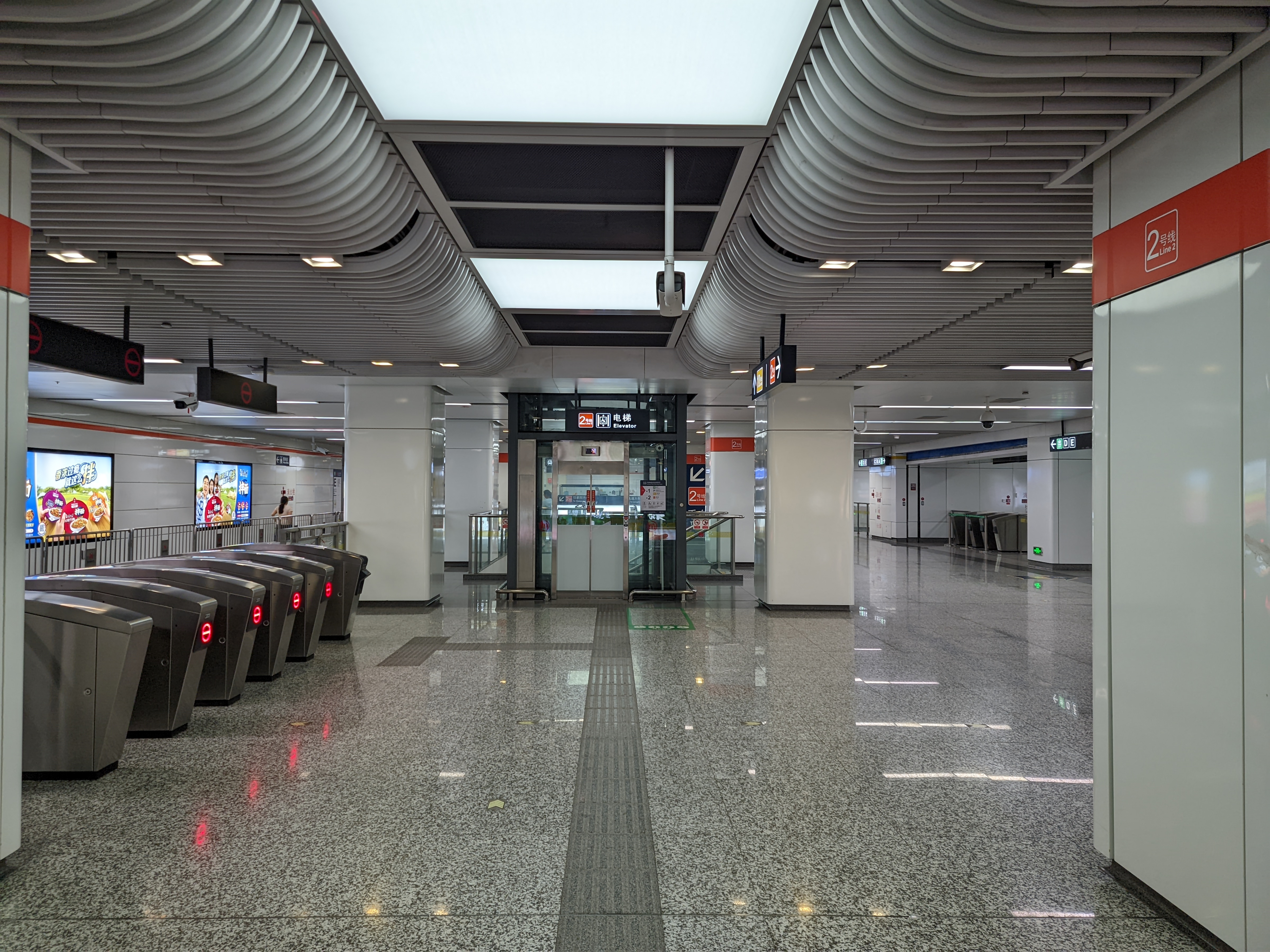
コンコース
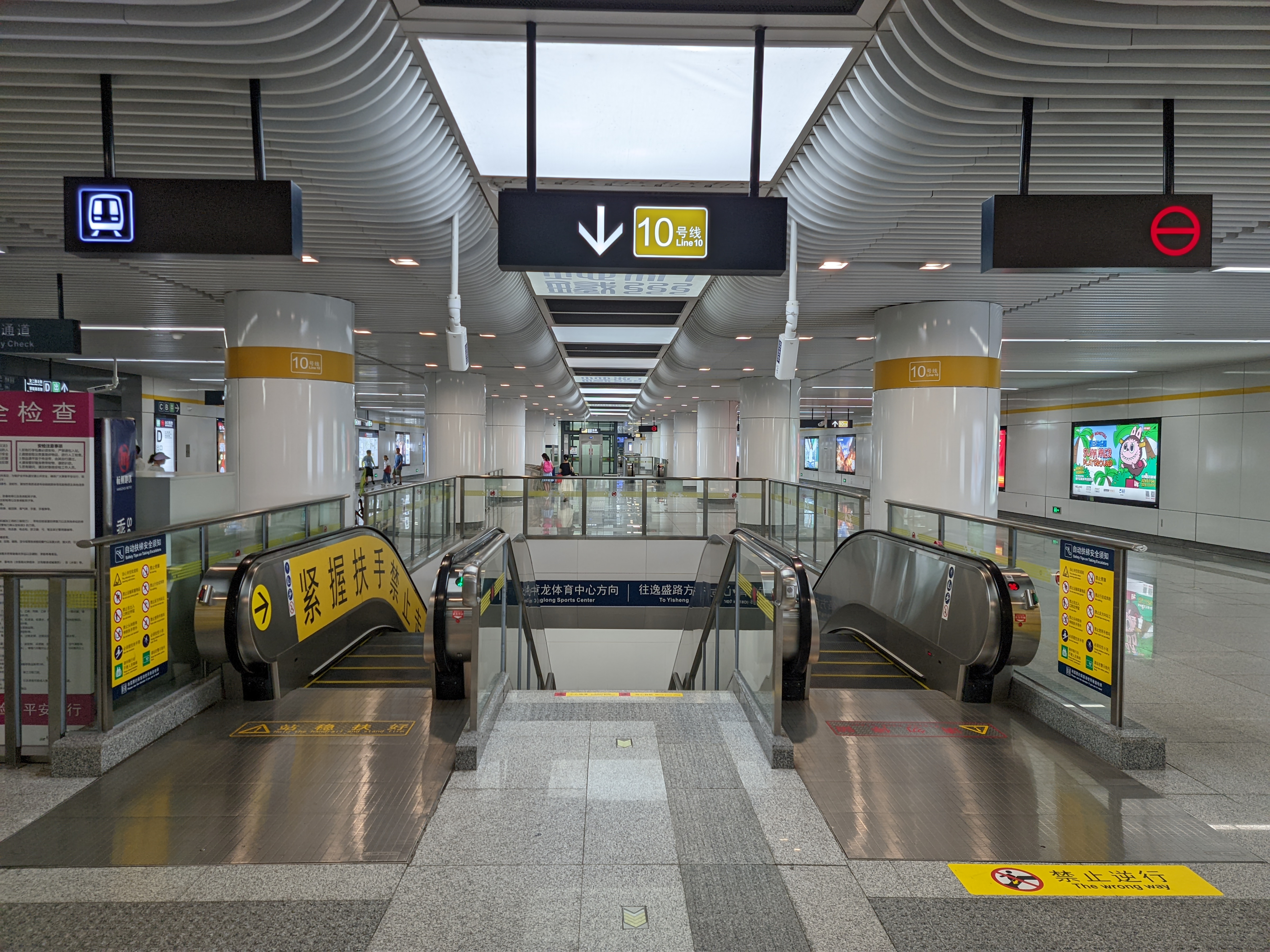
コンコース
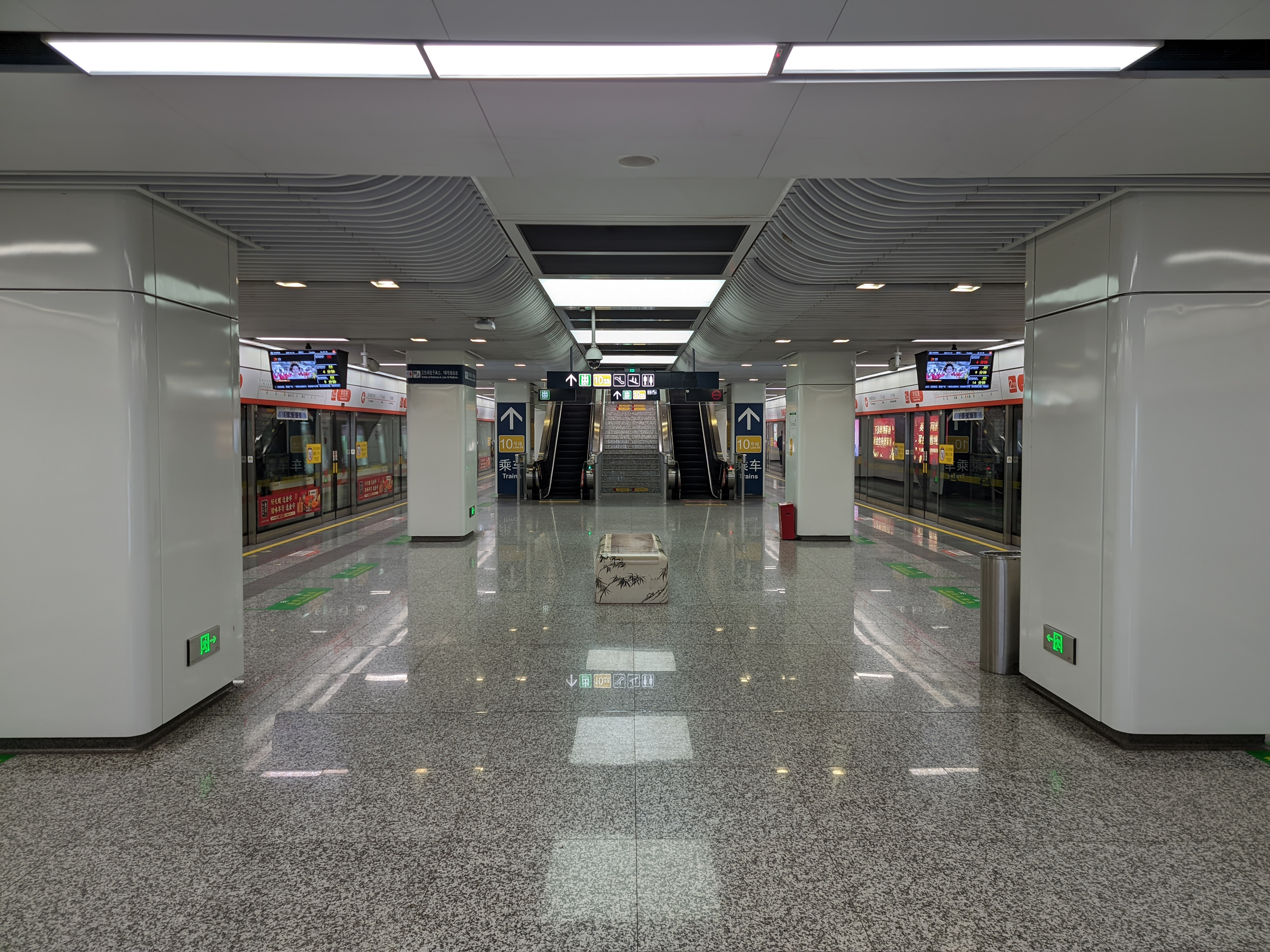
2号線ホーム
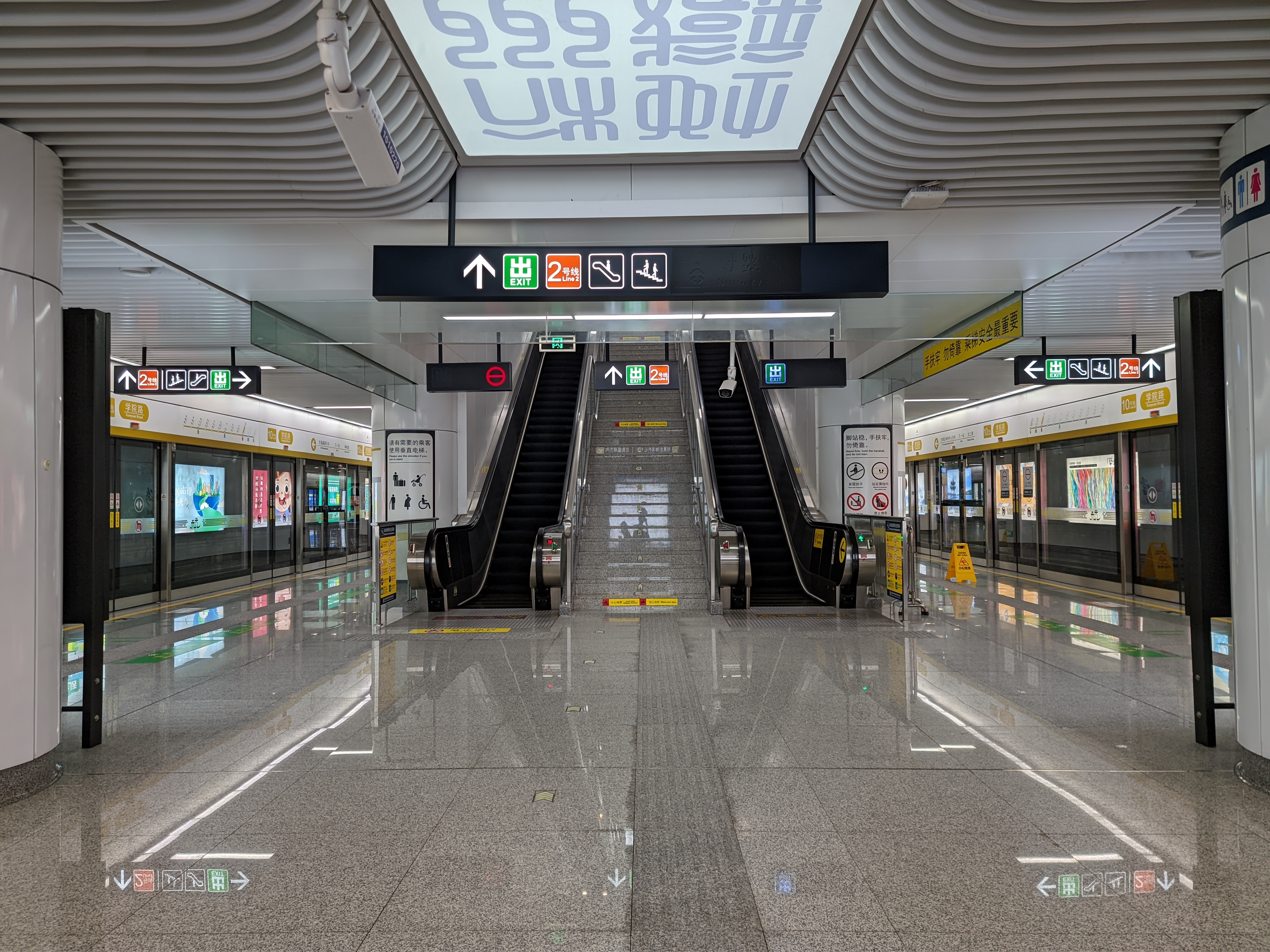
10号線ホーム

## 駅周辺
- 杭州市行知小学校（学院キャンパス）
- 花園北村
- 翠苑一区社区
- 楓華府第
- 杭州市行知小学校（文二キャンパス）
- 花園西村
- 花園南村
- 杭州市銭塘外国語学校
- 雅戈爾·御西湖

## 隣の駅
杭州地下鉄
■ 2号線
下寧橋駅  - 学院路駅 - 古翠路駅
■ 10号線
文三路駅 - 学院路駅 - 翠柏路駅